# 醫療用機器人

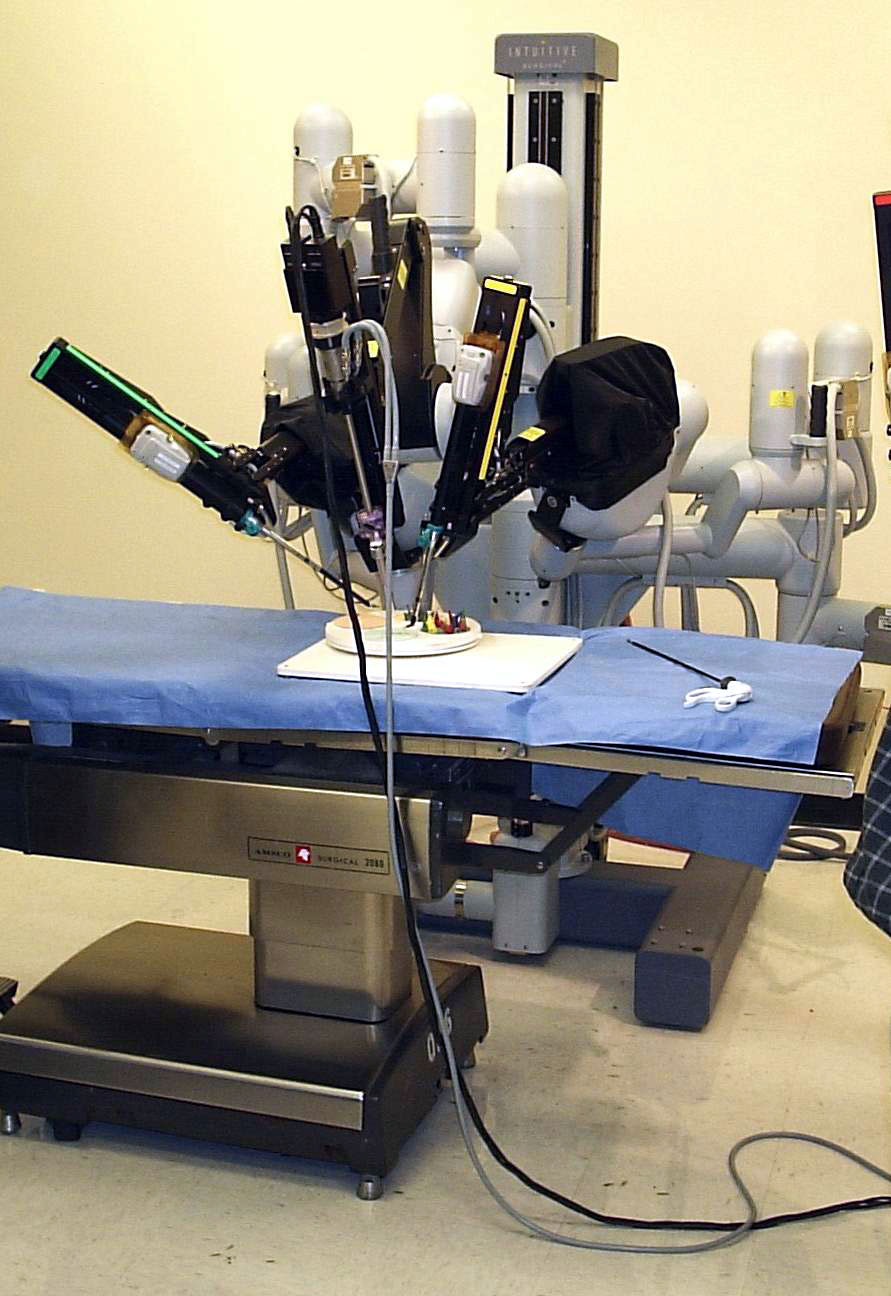
达芬奇外科手术系统

醫療用機器人是用於醫療的機器人。例如外科手術中用的醫療用機器人（手術用機器人）可以用更精準、侵入性更小的方式進行手術，手術用機器人也是遙控機器人，由外科醫生在另一端控制手術這一端的效果。

## 分類
手術用機器人
協助進行手術的機械裝置。使精準度比沒有輔助設備的外科醫生要高，或是在外科醫生不在現場的情形下進行遠端手術，例如达芬奇外科手术系统。
醫療照護機器人或殘疾機器人
促進體弱者、年長者或是肢體不便者的生活。這類機器人也用在像訓練或是治療等相關的醫療程序中。
Biorobotics
模仿人類及動物認知的機器人
遠程機器人
允許在醫護人員不在場時在現場移動物體、觀看及溝通
給藥自動化
進行固體口服藥物給藥的機器人，或是準備無菌IV外加劑的機器人。
消毒機器人
可以在幾分鐘內為整個房間消毒的機器人，一般是用紫外線消毒，可以用消毒機器人對抗埃博拉出血热。
輪椅機器人
具備偵測與導航的機能，透過對話，然後移動到目的地。
醫療用微型機器人
內藏超小型攝影機，能進入人體之內直接施放藥劑。

## 消毒機器人
消毒機器人是利用脈衝光（PL）的技術來對物體表面消毒，是利用富含UV-C的寬脈譜脈衝光。UV-C對應的波長是在200至280nm。消毒機器人用氙氣閃光燈，每秒多次的產生閃光。

## 外部連結
- Medical Robotics Text Book （页面存档备份，存于）
- RobInHeart
- Medical Robots Conference （页面存档备份，存于）
- Robotic IV Automation - RIVA
- Where Are the Elder Care Robots? （页面存档备份，存于） (IEEE)